# Nicolas Dupont-Aignan
Nicolas Dupont-Aignan (* 7. března 1961 Paříž) je francouzský politik dříve za Unii pro lidové hnutí, od roku 2008 jako předseda a zakladatel za stranu Vzhůru republiko.

## Biografie
Od roku 1995 byl starostou města Yerres a od roku 1997 poslancem Národního shromáždění za département Essonne. V letech 2012 a 2017 neúspěšně kandidoval na francouzského prezidenta, ale s 1,79 % respektive s 4,70 % ani jednou nepostoupil z prvního kola. V roce 2017 jej po prvním kole postoupivší kandidátka Marine Le Penová (Národní fronta) označila za svého kandidáta na premiéra, pokud vyhraje.